# Каолинит
Каолини́т (от Каолин) — глинистый минерал из группы водных силикатов алюминия.

## Описание
Химический состав Al2[Si2O5](OH)4; содержит 39,5 % Al2O3, 46,5 % SiO2 и 14 % H2O.
Назван по месту находки у села Гаолин (кит. 高岭) близ города Цзиндэчжэнь на юго-востоке Китая.
Образует землистые массы, в которых при больших увеличениях под электронным микроскопом обнаруживаются мелкие шестигранные кристаллы. Кристаллизуется в триклинной сингонии.
Каолинит — основной компонент многих глин. Образуется при каолинизации (выветривании и гидротермальном изменении полевошпатовых пород).
Межугольные каолинитовые прослои называются тонштейны

## Состав и свойства
Каолинит образуется из глинозёмсодержащих материалов, главным образом полевых шпатов и слюды. Процесс его образования называется каолинизацией.
В основе кристаллической структуры каолинита лежат бесконечные листы из тетраэдров Si—O4, имеющих три общих кислорода и связанных попарно через свободные вершины алюминием и гидроксидом. Эти листы соединены между собой слабыми связями, что обусловливает весьма совершенную спайность каолинита и возможность различного наложения одного слоя на другой, что, в свою очередь, ведёт к некоторому изменению симметрии всей кристаллической постройки.
При нагревании до 500—600 °C каолинит теряет воду, а при 1000—1200 °C разлагается с выделением тепла, давая вначале силлиманит, а затем муллит; реакция эта составляет основу керамического производства.
Слоистая структура каолинита придаёт минералам на его основе (глинам и каолинам) свойство пластичности.
Твёрдость по минералогической шкале 1; плотность 2540—2600 кг/м³; жирен на ощупь.
Каолинит состоит в основном из повторяющихся слоев октаэдра и тетраэдра. Этот слой символизируется глинистым минералом 1:1, поскольку он состоит из одной из двух пластин. Связи между слоями каолинита состоят из сил Ван-дер-Ваальса и водородных связей. Эти связи достаточно прочны, чтобы не возникало набухания.
Удельная поверхность 1 грамма каолинитовой глины маленькая (в сравнении с другими глинистыми минералами, к примеру монтморилонит иммет площадь 850 м2 площадь факультета) 20-50 м2 (площадь 1-2 комнатной квартиры).  Среди всех глинистых минералов каолинит имеет самые большие частицы, соответственно самую большую пустотность.

## Использование
Около 50 % от всего добываемого каолинита используется при производстве бумаги для мелования и в качестве наполнителя.
В керамической промышленности он используется для создания ангоба и глазури.
Каолинит также применяется в фармацевтике, в качестве пищевой добавки, в зубных пастах (в качестве лёгкого абразивного материала), в косметике (под названием «белая глина») и многих других областях.

## Разновидности
- Подзолит (Podsolit) — близкая к каолиниту илистая фракции подзола[9]
- Каменный мозг (частично устар.), также галлуазит или миэлин — выветренный отвердевший каолинит, плотный, более твёрдый, чем основная разноввидность,[10]:157 напоминающий натёки мозга среди горных пород тёмного цвета.
- Червеобразный каолинит — мелкие, удлинённые разности, более мягкие, чем основная форма каолинита.[11]:128

## Месторождения
На территории Украины — Кировоградская (Обозновское месторождение), Винницкая, Днепропетровская, Запорожская, Сумская (Полошки), Житомирская (Новоград-Волынский район, c. Немильня), Черкасская область. В Казахстане — месторождения Алексеевское, Елтай (Акмолинская область).
В Челябинской области находятся самые крупные месторождения каолинов в России: разрабатываются Кыштымское месторождение, месторождение Журавлиный Лог в Увельском районе, в Еленинском в Карталинском районе. Объём производства каолина по итогам 2014 года в России составил 779 тыс. тонн, что на 10 % выше уровня 2013 года. По состоянию на 2014 год 77 % производства каолина сконцентрировано в УФО, 23 % сосредоточено в СЗФО.